# Religija i homoseksualnost
Veza između religije i homoseksualnosti vrlo je kompleksna – različite religije imaju bitno različite stavove glede homoseksualnosti i biseksualnosti. U načelu, abrahamske religije osuđuju istospolne odnose, ali postoje i liberalnija gledišta. Neki vjernici, premda predani religiji, ne drže se učenja o istospolnim vezama.

## Starogrčka religija
Za mitskog homoseksualnog muškarca, pogledajte „Hijakint“.
Starogrčka religija nije imala odredbe protiv homoseksualnosti i istospolnih veza, a grčka mitologija sadrži priče povezane sa istospolnom ljubavlju. Božanstva povezana s homoseksualnosti jesu Anteros, Apolon i Nerites.

## Srednja Amerika

### Majanska religija
Pogledajte također Chin.
Majanski bog povezan s homoerotikom bio je Chin. Prije dolaska Španjolaca, homoerotika je igrala važnu ulogu u majanskoj religiji.

### Aztečka religija
Bog ljubavi i strasti Xōchipilli bio je aztečki zaštitnik gejeva.

## Judaizam
Stari zavjet (Hebrejska Biblija) osuđuje istospolne odnose na dva mjesta, a spominje i homoseksualno silovanje. Prema Levitskom zakoniku, muški istospolni odnos jest „grozota“ (engl. abomination). Međutim, danas mnogi pripadnici judaizma prihvaćaju istospolne veze, a postoji i rabinsko tumačenje da se drevna pravila odnose na silovanje.

## Kršćanstvo
Premda Katolička Crkva ne odobrava istospolne odnose, ne smatra samu homoseksualnost grešnom. LGBTQ-osobe pozvane su živjeti „čistoću“. Papa Franjo izjavio je da ne osuđuje gejeve „koji traže Boga“. Među katolicima postoje neslaganja oko tolerancije prema LGBTQ osobama.
Neke protestantske crkve liberalne su glede istospolnih veza i brakova (Crkva Engleske, Crkva Danske itd.).
Pravoslavlje ima ambivalentan stav, premda su neki patrijarsi govorili protiv povorki ponosa. Srpski patrijarh Porfirije progovorio je protiv Europridea.

## Islam
Islam zabranjuje istospolne odnose, ali u nekim islamskim državama postoji prešutna tolerancija. Prema islamskome učenju, homoseksualna bi se osoba trebala suzdržati od spolnih odnosa.